# Остролодочник сомнительный
Остролодочник сомнительный (лат. Oxytropis dubia) — вид растений рода Остролодочник (Oxytropis) семейства Бобовые (Fabaceae), растущий в песчаной степи.

## Ботаническое описание
Растение серовато-зелёное. Цветоносы длиннее листьев. Прилистники сросшиеся с черешком, вверху ланцетные. Листочки узколанцетные, в 10—12 мутовках.
Соцветие недлинное, рыхловатое. Прицветники узкие, длиннее чашечки. Чашечка трубчатая, с негустыми белыми волосками и с короткими узкими зубцами. Венчик фиолетовый. Флаг 22—24 мм длиной, с продолговатой, вверху едва выемчатой пластинкой. Лодочка с острием около 2 мм длиной. Бобы перепончатые, с белыми волосками, полудвугнёздные.

## Охрана
Вид включён в Красную книгу России и в Красную книгу Республики Бурятия.
Вид вымер, был мутантом или гибридом.